# Dębolas
Dębolas (deutsch Forsthaus Stadtwald) ist ein Wohnplatz bei der Stadt Karlino (Körlin) in der Woiwodschaft Westpommern in Polen. Er gehört zur Gmina Karlino (Stadt- und Landgemeinde Körlin) im Powiat Białogardzki (Belgarder Kreis).
Der Wohnplatz liegt in Hinterpommern, etwa vier Kilometer nordöstlich von Karlino am Rande einer Gruppe von Häusern, die den Wohnplatz Witolub (Hühnerheide) bilden.
Bei dem Wohnplatz handelt es sich um die ehemalige städtische Försterei, die im Nordosten der Körliner Stadtfeldmark lag. 
- 1816: 6 Einwohner[1]
- 1871: 6 Einwohner[1]
- 1885: 7 Einwohner[1]
- 1895: 6 Einwohner[1]
- 1905: 6 Einwohner[1]

Bis 1945 bildete Forsthaus Stadtwald einen Wohnplatz in der Stadt Körlin und gehörte mit dieser zum Kreis Kolberg-Körlin.
1945 kam der Ort, wie ganz Hinterpommern, an Polen. Die Bevölkerung wurde durch Polen ersetzt. Forsthaus Stadtwald erhielt den polnischen Namen „Dębolas“. 
Heute gehört der Ort zur Gmina Karlino (Stadt- und Landgemeinde Körlin) und dort zum Schulzenamt Witolub (Hühnerheide).